# Grup Clade
El Grup Clade o Clade - Grup empresarial cooperatiu SCCL és un grup empresarial català format principalment per cooperatives que procedeixen de diferents sectors d'activitat que comparteixen valors i la manera d'entendre l'empresa, com: la participació, la permanència empresarial, la responsabilitat social i la innovació.
El Grup es va crear l'1 de desembre de 2004 a Barcelona per compartir i promoure l'aplicació entre els socis d'un model i una especificitat empresarial. A través de Clade es vol incrementar la presència pública dels seus membres i del Grup. El grup manté una actitud de diàleg permanent amb les administracions i de col·laboració amb els poders públics i els diferents agents econòmics i socials, buscant incrementar la notorietat tant dels membres del Grup com, per extensió, del model empresarial cooperatiu. Així, la missió de Clade és aportar, a través d'un projecte comú, un nou model empresarial basat en la cooperació i enfortir la millora del desenvolupament empresarial de les empreses sòcies.
El multisectorial està desenvolupat en els següents sectors: agroalimentari, cultura i comunicació, immobiliari i construcció, educació, atenció a les persones, serveis a la indústria, medi ambient, R+D/biotecnologia i consultoria.
L'any 2013 el conjunt de les 8 empreses del grup ocupava 5.091 persones i acumulava 277 milions d'euros de facturació.

## Integrants[3]
- Abacus
- Comunitat Minera Olesana
- Cooperativa Plana de Vic
- Corma
- Escola Sant Gervasi
- Fundació Blanquerna
- Lavola
- Orquestra Simfònica del Vallès
- SOM Grup Cooperatiu
- Suara cooperativa
- Previsora General

### Suara cooperativa
Suara és la cooperativa més gran de Catalunya en el sector de l'atenció a les persones, amb una experiència acumulada pels seus socis fundadors de més de 25 anys. Present a 15 comarques catalanes i amb més de 1.300 professionals, dona resposta a les necessitats d'atenció, suport, assistència i educació d'infants i joves; de famílies; de persones que requereixen algun tipus de suport per a ser més autònomes; de persones que volen entrar en el mercat laboral o tenen com a objectiu millorar professionalment; de persones que necessiten suport davant situacions de crisi. Per això, Suara Cooperativa gestiona un ampli ventall de serveis i equipaments: equipaments residencials, equipaments diürns i nocturns, escoles i centres educatius, serveis d'orientació, preventius i de suport, serveis a domicili, entre d'altres.
Els principis de l'economia social, la gestió sostenible dels recursos i el respecte pel medi ambient defineixen el model de gestió de Suara Cooperativa, fonamentat en el concepte de responsabilitat social. A més, la qualitat, juntament amb l'eficiència, són aspectes que es treballen diàriament en tots els sectors d'activitat de l'empresa.
El model de gestió és proper i participatiu, on les persones són el centre de l'activitat. Suara Cooperativa és membre de Grup Clade.